# Jarsenovo
Jarsenovo (cyr. Јарсеново) – wieś w Serbii, w okręgu jablanickim, w mieście Leskovac. W 2011 roku liczyła 338 mieszkańców.